# Notopterophorus elongatus
Notopterophorus elongatus is een eenoogkreeftjessoort uit de familie van de Notodelphyidae. De wetenschappelijke naam van de soort is voor het eerst geldig gepubliceerd in 1869 door Buchholz.